# SKF Sankt Petersburg
SKF Sankt Petersburg (ros. Футбольный клуб СКФ Санкт-Петербург, Futbolnyj Kłub SKF Sankt Pietierburg) – rosyjski klub piłkarski z siedzibą w Petersburgu.

## Historia
Chronologia nazw:
- 1943–1944: Woinskaja Czast’ Łobanowa Leningrad (ros. Воинская часть Лобанова Ленинград)
- 1945: Bałtfłot Leningrad (ros. «Балтфлот» Ленинград)
- 1946–1953: WMS Moskwa (ros. ВМС Москва)
- 1968–1991: SKF Leningrad (ros. СКФ Ленинград)
- 1991 – ...: SKF Sankt Petersburg (ros. СКФ Санкт-Петербург)

Piłkarska drużyna Bałtfłot została założona w 1945 w mieście Leningrad na bazie zespołu piłkarskiego Wojskowej Jednostki Łobanowa.
W 1945 zespół debiutował w Drugiej Grupie Mistrzostw ZSRR i zajął 15 miejsce. W następnym 1946 klub przeniósł się do Moskwy i przyjął nazwę WMS Moskwa – skrót (ros. Военно-Морские Силы, Wojenno-Morskije Siły), czyli Marynarka Wojskowa. Zespół reprezentował Ministerstwo Obrony ZSRR.
W 1950 został mistrzem ligi i awansował do Klasy A.
W 1951 klub debiutował w Klasie A, ale zajął 13 miejsce i spadł z powrotem do Klasy B, w której występował do 1952. W maju 1953 w związku z redukcją wojska w ZSRR, został rozformowany.
W 1968 klub został odrodzony w Leningradzie pod nazwą SKF Leningrad – skrót (ros. Спортивный Клуб Флота, Sportiwnyj Kłub Fłota), czyli Klub Sportowy Marynarki Wojskowej. Klub startował w Klasie B, strefie 8, w której występował dwa sezony. Następnie występował w rozgrywkach amatorskich.

## Sukcesy
- 13 miejsce w Klasie A ZSRR:

1951
- 1/8 finału Pucharu ZSRR:

1947